# Gran Colombia
La Gran Colombia, oficialmente la República de Colombia, fue un Estado americano, creado por el Congreso de Angostura de 1819, mediante la Ley Fundamental de la República, y ratificada después por su contraparte Congreso de 1821, que unió a Venezuela y a Nueva Granada en una sola nación, a la que luego se adhirieron Panamá (1821), Quito y Guayaquil (1822). El término «Gran Colombia» se emplea por la historiografía para diferenciarla de la actual República de Colombia.
Esta república existió jurídicamente entre 1821 y 1831 y se configuró a partir de la unión de las entidades administrativas correspondientes a los anteriores Virreinato de la Nueva Granada, la Capitanía General de Venezuela, la Real Audiencia de Quito y el Gobierno de Guayaquil. Su superficie correspondía a los territorios de las actuales repúblicas de Colombia, Ecuador, Panamá y Venezuela, además de la Guayana Esequiba (parte de Guyana, actualmente en reclamación venezolana) y otros territorios en disputa con la República Federal de Centroamérica (el este de Costa Rica y la Costa de Mosquitos en Nicaragua y Honduras), el Imperio del Brasil (el territorio del noroeste) y el Perú (el territorio norteño) que luego de la disolución grancolombiana cada país exmiembro heredó como conflictos limítrofes.
Si bien la Gran Colombia fue creada mediante la Ley Fundamental de la República de Colombia, expedida durante el Congreso de Angostura (1819), el Estado como fruto de la unión de dichos territorios no vio la luz hasta el Congreso de Colombia (1821), donde se redactó la Constitución nacional con la cual se implementó y reglamentó su creación, al igual que la vida política e institucional del nuevo país. El sistema político-administrativo adoptado por la república fue el centralismo unitario.
Por otra parte, el reconocimiento internacional de la existencia legítima de la Gran Colombia, en tanto que territorio independiente, soberano y delimitado, se inscribió en un contexto diplomático que en Europa fue adverso al reconocimiento formal de la independencia de los países americanos. Es así que Austria, Francia y Rusia solo reconocían las independencias en América si los nuevos Estados se sometían a un sistema monárquico nombrando como soberanos a miembros de las dinastías europeas.
Al momento de su creación la Gran Colombia era el país hispanoamericano con mayor prestigio internacional, tanto así que varios políticos de Europa y América, entre ellos John Quincy Adams, por entonces secretario de Estado y futuro presidente de los Estados Unidos, la vislumbraron como una de las naciones más poderosas del planeta. Este prestigio, sumado a la figura de Bolívar, atrajeron hacia la nación ideas unionistas de movimientos independentistas de Cuba, el Haití Español y Puerto Rico, que pretendían formar un Estado asociado con la república.
El país se disolvió a finales de la década de 1820 e inicios de los años 1830, por las diferencias políticas que existían entre partidarios del federalismo y el centralismo, así como por las tensiones regionales entre los pueblos que integraban la república, tratando de ser reunificada en varias ocasiones.

## Toponimia
El nombre Colombia se otorga al ideal de integración de toda Suramérica propuesto por Simón Bolívar. En 1815, en la isla de Jamaica Bolívar propuso la idea de Francisco de Miranda de designar el nombre de Colombia para una gran nación hispanoamericana, y este último que se había inspirado en el apellido en italiano del descubridor del nuevo continente «Colombo» para inventar el nombre.
La idea de una gran nación hispanoamericana de Francisco de Miranda surgió en su decisión de llamar Colombia, en homenaje a Cristóbal Colón, en los planes desarrollados desde 1790, que presentó a la opinión pública latinoamericana y a los gobiernos británico y estadounidense, recogidos en su obra Colombeia, así mismo, a principios de 1808 fundó un periódico en Londres llamado El Colombiano. Para 1810 Bolívar se traslada a Londres y se convierte en discípulo de Miranda, así como San Martín, O'Higgins, Nariño, Madariaga y otros grandes hombres hispanoamericanos que salieron de allí a concretar los sueños y planes de Miranda. Por esta razón, el Congreso que crea la República en 1819 adquiere el nombre inventado por Miranda.

## Antecedentes

A la izquierda, límites de la nación de «Colombia» según el Proyecto Constitucional de Francisco de Miranda en 1798.

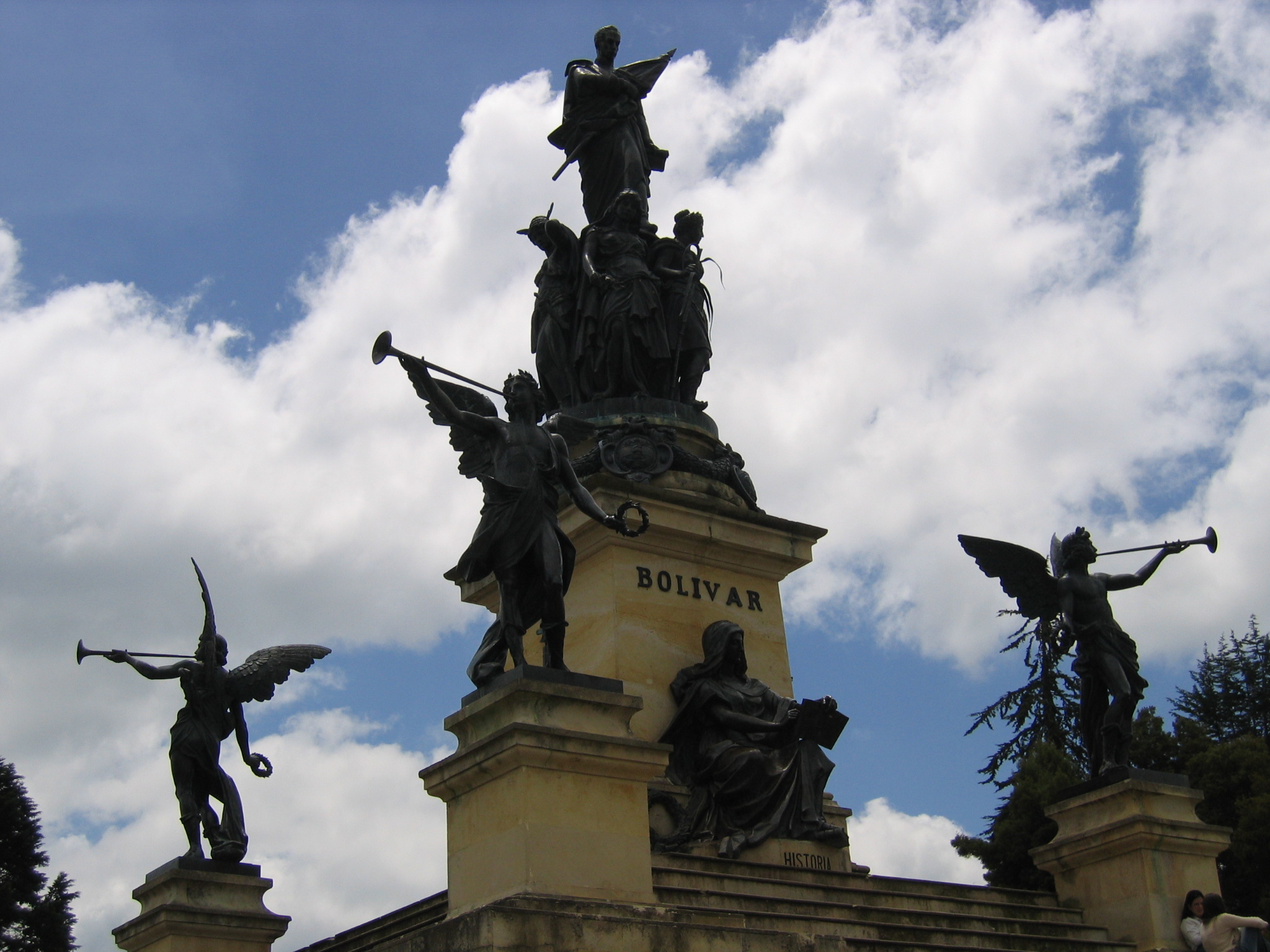
Monumento conmemorativo a Simón Bolívar, puente de Boyacá, Colombia.

La Gran Colombia era el primer paso para la unificación total de los pueblos libres ideada por Francisco de Miranda, quien concibió la creación de un solo Estado hispanoamericano independiente, el cual substituiría al conjunto de posesiones que componían el Imperio español en esta parte del hemisferio. En otras palabras, la idea de la integración americana para Miranda era inseparable de la idea de la independencia de las colonias hispanoamericanas.
Para julio de 1809, la independencia de las colonias americanas se había convertido para Miranda en un hecho ineluctable y vio por tanto llegado el momento de convocar un Congreso de diputados de villas y provincias de América sobre el propio territorio americano. Ningún otro lugar, a su entender, parecía más apropiado que Panamá para reunir ese congreso. Por su situación geográfica, el Istmo encarnaba la imagen de la unión entre el norte y el sur de la América de lengua española. Por la misma razón, Miranda había sugerido, en su plan de gobierno de 1801, que Colombo, la ciudad capital de Colombia, fuera construida en el istmo de Panamá.
El proyecto de Miranda no llegó a realizarse, pero la idea fue retomada por Simón Bolívar, quien, en 1815, en su «Carta de Jamaica», sugirió la reunión en Panamá de un Congreso de las Repúblicas americanas independientes, el cual no se concretó hasta 1826. Aunque los objetivos de este Congreso convocado por Bolívar tendían más bien al establecimiento de alianzas entre repúblicas independientes y no a la constitución de una sola república, como proponía Miranda.
Después del fracaso de la Segunda República de Venezuela y su corta permanencia en Nueva Granada como comandante militar, Bolívar se vio obligado a reflexionar sobre la causa de los fracasos previos, la situación internacional y la forma de lograr la independencia de forma duradera. Sus reflexiones le llevaron a la conclusión de que para alcanzar la independencia definitiva se debía derrotar totalmente a los españoles para impedir que realizaran acciones de reconquista. Para ello, los esfuerzos descoordinados y dispersos de los caudillos regionales a lo largo de América debían unificarse bajo un mandato único, y como garantía de una independencia permanente debía crearse una república grande y fuerte que pudiera desafiar las pretensiones de cualquier potencia imperial. Este proyecto estaba inspirado en la idea de una unión continental que abarcara desde el territorio de la Nueva España hasta el sur de Chile, después de alcanzada la independencia.
En el contexto de las guerras de independencia hispanoamericanas, fuerzas revolucionarias lideradas por Simón Bolívar sentaron las bases de un gobierno regular en una convención constitucional. Previamente, el gobierno había sido militar y altamente centralizado con poder ejecutivo directo ejercido por vicepresidentes o gobernadores, mientras el presidente Bolívar estaba en la Campaña Libertadora de Nueva Granada y en la Guerra de Independencia de Venezuela. Bolívar concluyó que era necesario crear un gobierno centralizado capaz de coordinar las acciones necesarias para resguardar las fronteras y aglutinar a los distintos pueblos de la América hispana como garantía de la independencia.
Para garantizar la libertad de Colombia, consideraba vital conseguir cuanto antes el control sobre Venezuela para impedir que los españoles la utilizaran como puesto de avanzada en Tierra Firme para sus campañas de reconquista, por lo que decidió emprender esta tarea como algo prioritario. Así, desembarcó en la isla de Margarita a mediados de 1816 decidido a lograr desde el principio el reconocimiento de su liderazgo y, después de obtener un éxito inicial con el jefe local Juan Bautista Arismendi, preparó la campaña para liberar el continente.
La consolidación del liderazgo supremo facilitó el control del oriente venezolano, y la instalación de Bolívar en Angostura trajo consigo el inevitable y largo enfrentamiento con las fuerzas expedicionarias del general español Pablo Morillo y la organización de los mecanismos para que el Gobierno pudiese funcionar. Para entonces el Ejército español ya se encontraba muy desgastado después de la campaña de reconquista realizada a lo largo de América, y el general Morillo no pudo evitar que sus tropas iniciaran un lento declive debido a la falta de recursos y de refuerzos para cubrir las bajas que sufrían.
Ya en 1818, la situación del Ejército español en Venezuela se tornó insostenible y Morillo se vio obligado a retirar algunas de sus fuerzas de la Nueva Granada para intentar contener a Bolívar. Para entonces, la situación política y militar era lo bastante buena como para pensar en la organización de un Estado, y así fue como Bolívar instaló el Supremo Congreso de la República en Angostura el 15 de febrero de 1819.

## Historia

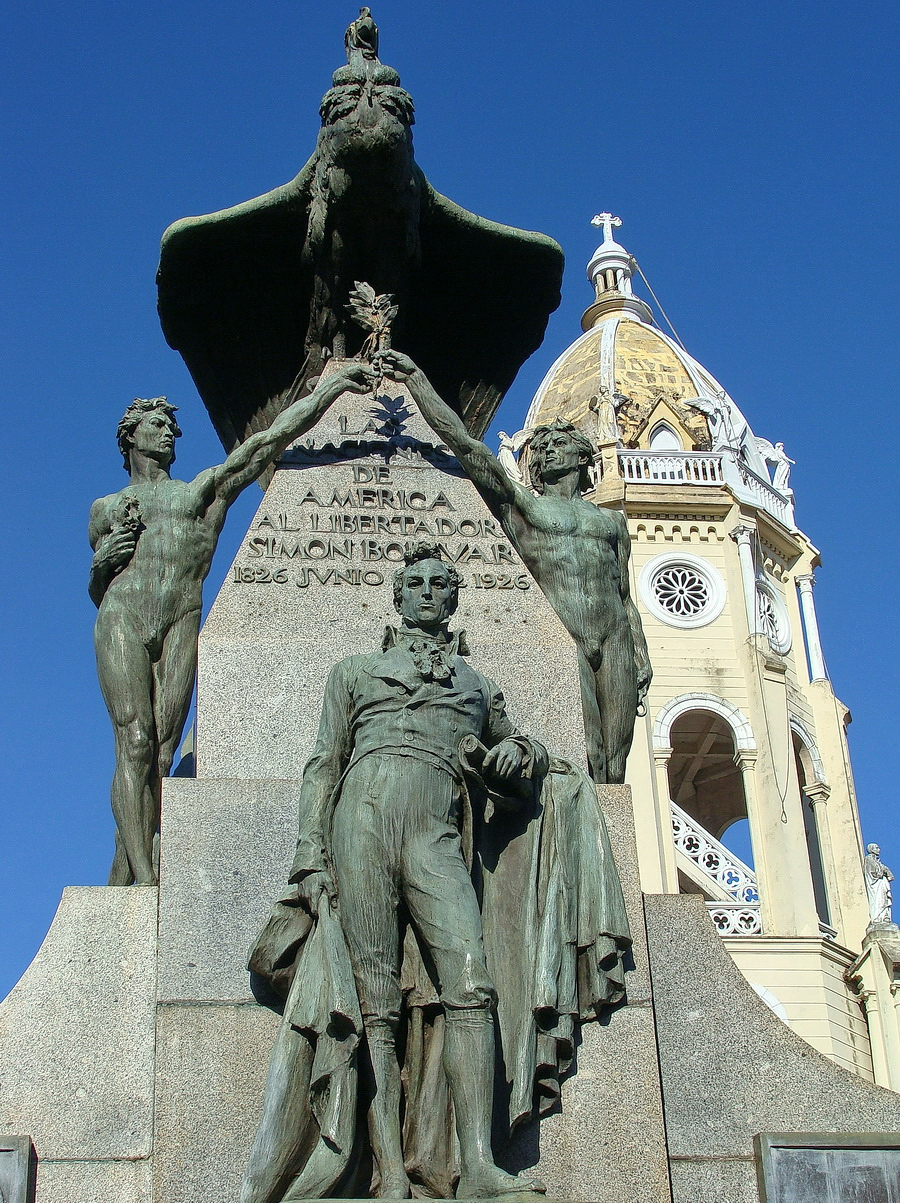
Monumento a Simón Bolívar en las inmediaciones de la sede del Congreso Anfictiónico, Ciudad de Panamá.

En 1816, Simón Bolívar, con la ayuda de los generales Urdaneta, Piar, Páez, Mariño, Nariño, Monagas, entre otros, consiguió una serie de victorias sobre los realistas. Después de liberar Guayana y Nueva Granada, proclamó su fundación el 17 de diciembre de 1819 en Angostura (actual Ciudad Bolívar). Los últimos contingentes realistas en Venezuela fueron derrotados en la histórica Batalla de Carabobo el 24 de junio de 1821. El 28 de noviembre de 1821 se da la independencia de Panamá y voluntariamente se une al sueño de Bolívar firmando con España un pacto de no agresión.
La resistencia de España en el continente terminó en el Perú con la batalla de Ayacucho, el 9 de diciembre de 1824, en la que se consagró definitivamente como héroe Antonio José de Sucre (1795-1830). Todo el poderío español en el Virreinato de Nueva Granada y en el Perú quedó hundido bajo los golpes de tres hombres: Bolívar, Miranda y Sucre; fallecidos en diferentes circunstancias: Bolívar el 17 de diciembre de 1830, en Santa Marta, Colombia; Francisco de Miranda en la cárcel de la Carraca, en Cádiz, en 1816; Antonio José de Sucre, asesinado en Berruecos, Nueva Granada (actual Colombia), el 4 de junio de 1830.
Sin embargo, la unión política de los territorios de los antiguos Virreinatos de la Nueva Granada, Quito y la Capitanía de Venezuela no alcanzó a durar debido a tensiones regionales. Opositores al gobierno de Bolívar llegaron a considerar la opción secesionista. En 1830 Venezuela y Ecuador declararon su independencia de la República de Colombia, quedando finalmente disuelta la Gran Colombia en 1831, dando nacimiento a tres entidades estatales distintas: Nueva Granada, Ecuador y Venezuela. La secesión venezolana fue dirigida por el General José Antonio Páez (1790-1875), quien ya había combatido bajo las órdenes de Bolívar y poseía desde entonces el control virtual de la parte venezolana de la república. Páez se convirtió en el primer presidente del nuevo Estado venezolano y gobernó intermitentemente hasta 1863. En Ecuador asumió el general venezolano Juan José Flores. Reducida a la Nueva Granada, presidida por Rafael Urdaneta, quien originalmente había dado un golpe de Estado pensando en devolver el poder a Bolívar, la Gran Colombia se disolvió tras el derrocamiento de Urdaneta. En la Nueva Granada pasado un tiempo en que se dio una nueva estructura y leyes durante un gobierno provisional, se eligió como vicepresidente interino a José María Obando. Un año después asumió Francisco de Paula Santander como presidente y delineó la estructura del nuevo Estado.
En Venezuela, un grupo de oficiales patriotas se levantaron en 1835 contra el presidente José María Vargas, en lo que se conoce como Revolución de las Reformas, para exigir la reconstitución de la Gran Colombia, reformas políticas y el fin del poderío económico de la oligarquía, fortalecida con el comercio de importación y exportación. Obtuvieron un triunfo efímero, pero luego retomó el poder el general José Antonio Páez, con lo que se hizo definitiva la disolución de la Gran Colombia.

### Congresos de Angostura y de Villa del Rosario de Cúcuta, Convención de Ocaña, Constitución de 1821

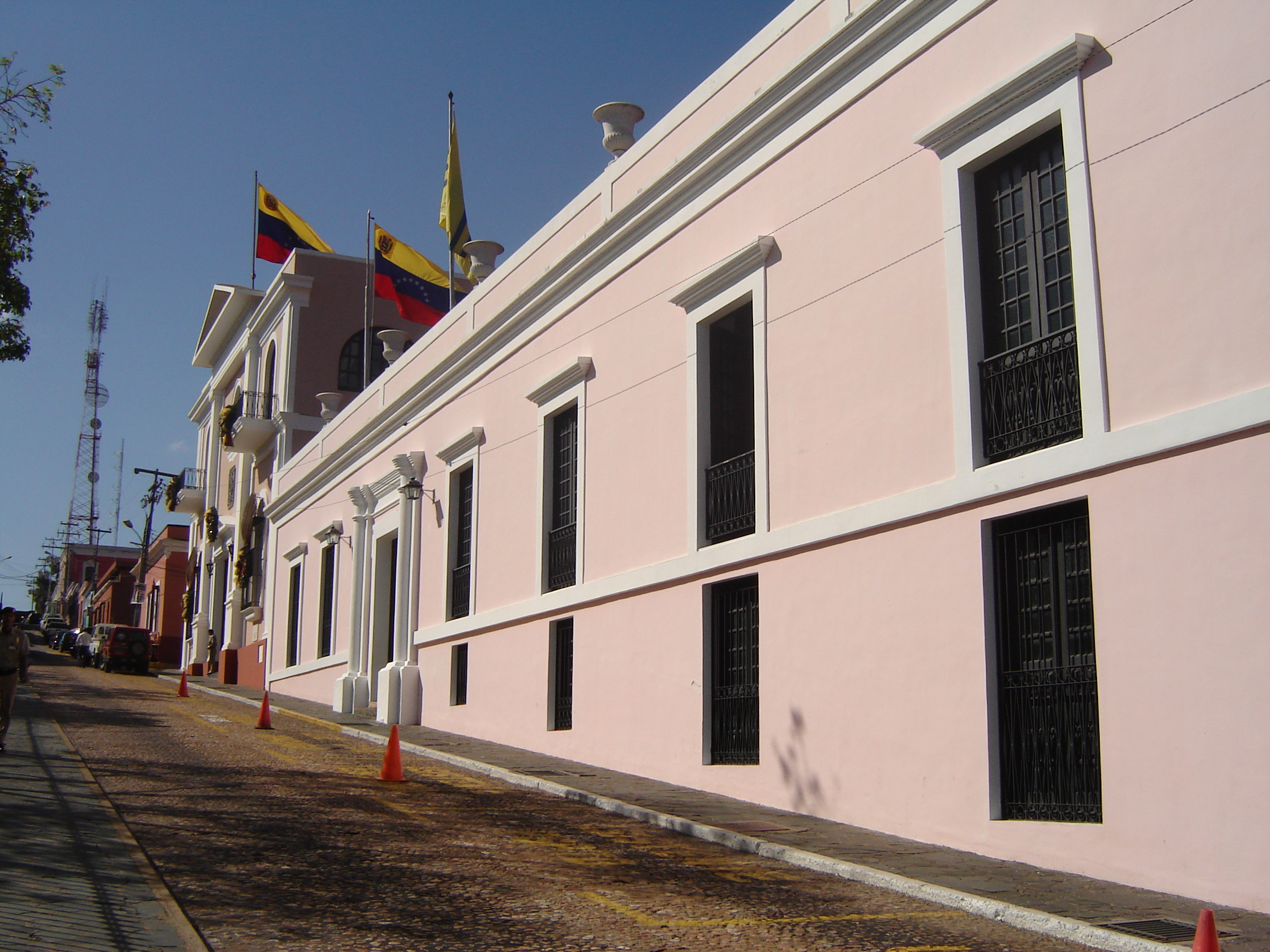
Casa del Congreso de Angostura, Ciudad Bolívar, Venezuela.

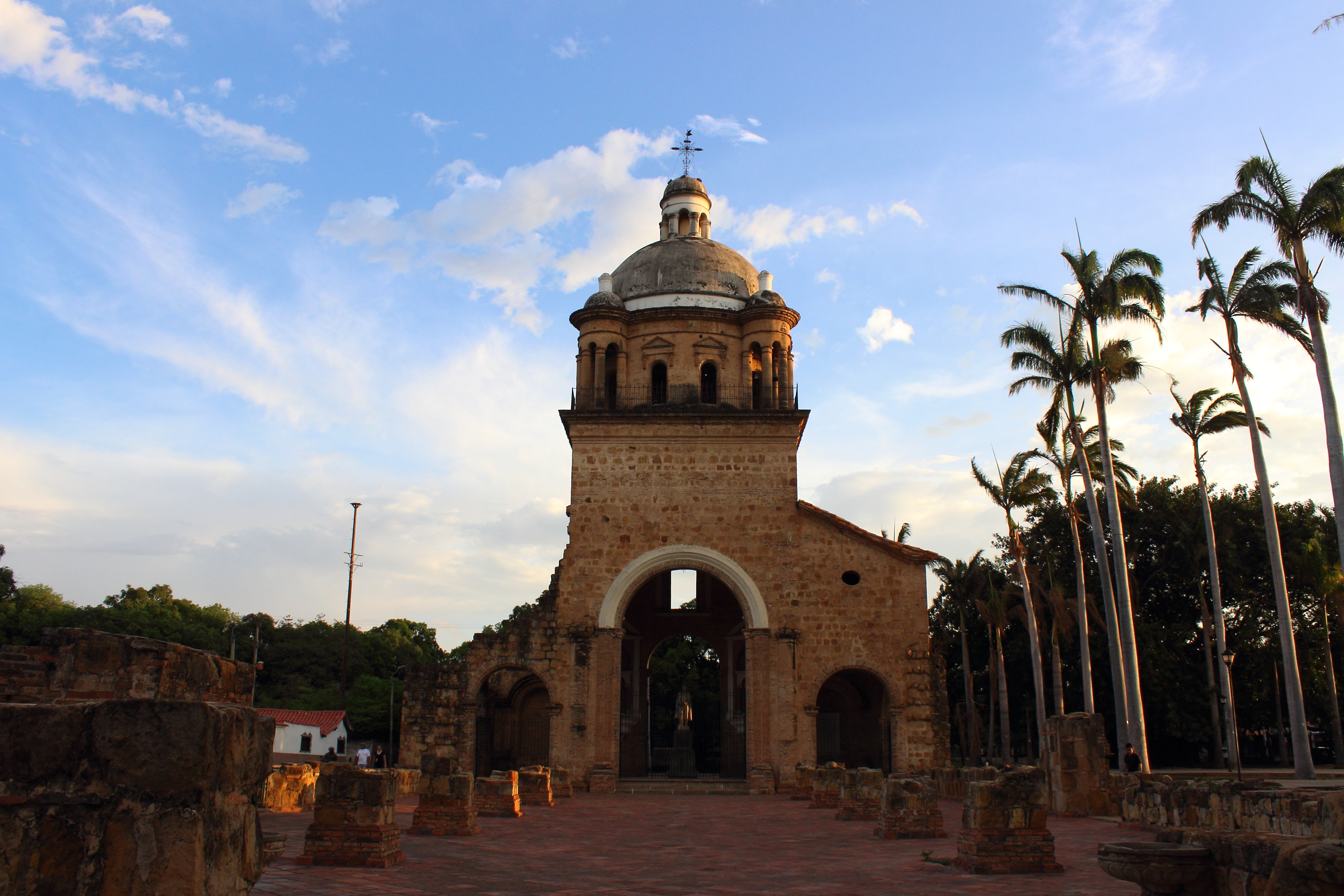
Templo Histórico, donde tuvo lugar el Congreso de 1821, el cual dio vida a la Gran Colombia.

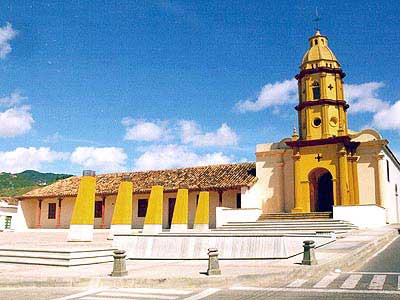
Complejo Histórico de la Gran Convención, en el que se celebró la Convención de Ocaña en 1828, donde se disolvió la Gran Colombia.

En 1819, a pesar de estar todavía bajo el control español, los ímpetus independentistas continuaron y se reactivaron los ánimos constitucionales. El 15 de febrero de 1819, seis meses antes de la batalla de Boyacá, se reunieron representantes de Venezuela, Nueva Granada (actualmente Colombia) y Quito (actualmente Ecuador) en Angostura, Venezuela, donde se instaló el Congreso de Angostura para trabajar en el desarrollo de una Ley Fundamental de Colombia (constitución), en la cual, mediante un decreto, «las Repúblicas de Venezuela y la Nueva Granada quedan desde este día reunidas en una sola bajo el título glorioso de República de Colombia». Los representantes de Quito eran pocos, ya que todavía se encontraba bajo el dominio español.
Las decisiones tomadas inicialmente fueron las siguientes:
- Las Repúblicas de Venezuela y la Nueva Granada fueron reunidas bajo el título de República de Colombia. Su territorio comprendía a los de la antigua Capitanía General de Venezuela y el Virreinato del Nuevo Reino de Granada.
- La Nueva Granada fue renombrada Cundinamarca y su capital Santa Fe renombrada Bogotá. Igualmente sería la ciudad capital de la República.
- La República de Colombia se dividirá en tres grandes Departamentos: Venezuela, Quito y Cundinamarca. Las capitales de estos Departamentos serían las ciudades de Caracas, Quito y Bogotá, respectivamente.
- Sería gobernada por un presidente. Existiría un vicepresidente que sustituiría al presidente en su ausencia.
- Los gobernadores de los tres Departamentos también se llamarían Vicepresidentes.
- El presidente y vicepresidente serían elegidos con voto indirecto, pero para efectos de empezar, el Congreso los eligió de la siguiente forma: Simón Bolívar como presidente de la república y Francisco de Paula Santander como vicepresidente. En agosto, Bolívar continuó su tarea libertadora, partió hacia Ecuador y Perú y dejó a Santander a cargo de la presidencia.
- A Bolívar se le concedió el título de «libertador» y se estipuló que su retrato sería expuesto en el salón de sesiones del Congreso con el lema «Bolívar, Libertador de Colombia y padre de la Patria».

Después de las batallas del Pantano de Vargas y de Boyacá, el 17 de diciembre de 1819, el Congreso de Angostura declaró formalmente creada la República de Colombia. La iniciativa de Simón Bolívar fue aprobada, aunque esta liberación no alcanzó a Pasto, Santa Marta ni a Panamá.
El 12 de febrero de 1820 Francisco Paula Santander dicta un decreto:

Palacio de Santafé de Bogotá, 12 de febrero de 1820.—

10. Estando de acuerdo las autoridades generales de la Nueva Granada, tanto civiles y militares, como la eclesiástica, publíquese la ley fundamental de la República de Colombia en todos los pueblos y ejércitos de las provincias hasta hoy conocidas con el nombre de Nueva Granada, guárdese, cúmplase, ejecútese, publíquese de la manera más solemne, imprímase y circúlese, dándole cuenta al Exmo. Señor Presidente de la República.

— Francisco de Paula Santander, vicepresidente de Nueva Granada.

— El Ministro de Guerra y Hacienda, J. Alejandro Osorio.

— El Ministro de lo Interior y Justicia, Estanislao Vergara.

Al final de las sesiones, el congreso acordó que se reuniría nuevamente en Cúcuta, en enero de 1821, para expedir la nueva constitución. El 23 de marzo de 1820, fue liberado en España Antonio Nariño, El Precursor. Después de seis años de cautiverio fue nombrado vicepresidente de Colombia en sustitución de Juan Germán Roscio, recientemente fallecido, y como tal, instaló el Congreso Constituyente el 6 de mayo de 1821, donde elaboró un proyecto de constitución que presentó a consideración, sin lograr atención.
La convención de Ocaña fue básicamente una confrontación entre las ideas de próceres. Los proyectos que se discutieron fueron polémicos: centralismo y federalismo, entre otros. Santander tuvo que ceder -para mantener la unidad de la nación- en el punto concerniente a la necesidad de cambiar la Constitución de Cúcuta, pues ésta no podía reformarse antes de diez años, buscaba reformas para limitar absolutismo y abusos por parte del gobierno, mientras que bolivaristas presentaban la propuesta de imponer la Constitución Vitalicia en La Gran Colombia.
José María del Castillo y Rada fue escogido como presidente y Andrés Narvarte como vicepresidente de la convención. Finalmente ésta no pudo terminar como estaba planeado porque los seguidores de Bolívar se retiraron, la convención de Ocaña se dio por terminada el día 10 de junio de 1828, Bolívar para el 27 de agosto de 1828 asumió la dictadura en un esfuerzo desesperado para mantener una unidad al no lograr acuerdos con líderes de otras regiones.

### Panamá se une a la Gran Colombia

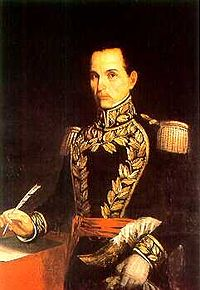
Coronel José de Fábrega, Libertador de Panamá.

El hecho de que las fuerzas militares españolas estuviesen confinadas en las provincias suramericanas, permitió a Panamá lograr por sí sola la independencia de España el 28 de noviembre de 1821. Los adinerados comerciantes panameños gratificaron pecuniariamente a los oficiales españoles. Este procedimiento fue favorecido porque al frente del gobierno del istmo se encontraba el coronel criollo panameño José de Fábrega, quien se unió al movimiento emancipador.
Pocos días antes de ser proclamada la independencia de Panamá llegó al istmo una misión enviada por el general Agustín de Iturbide para conseguir que Panamá se uniera al naciente Estado Mexicano, como ya lo habían hecho los países centroamericanos. Asimismo al lograrse la emancipación algunos próceres, como el obispo de la ciudad, abogaron por la unión al Perú; sin embargo prevaleció la opinión de unirse a la Gran Colombia. En la misma acta de independencia, Panamá señala su intención soberana y voluntaria de adherirse a Colombia.
Al enterarse Bolívar de la independencia de Panamá, envió al Coronel de Fábrega el conocido mensaje que reza así: «La Acta de Independencia de Panamá, es el monumento más glorioso que puede ofrecer a la historia ninguna provincia americana. Todo está allí consultado, justicia, generosidad, política e interés general.».
A la fecha de la independencia de Panamá, la constitución de 1821 llevaba dos meses y tres semanas de haber sido promulgada. Dicha carta magna no resultó grata a los próceres y dirigentes de Panamá, que eran negociantes vinculados al tránsito y al tráfico internacional. Anglófilos por razones mercantiles, profesaban el liberalismo manchesteriano y eran, por tanto, partidarios del abstencionismo estatal, del librecambio y de una economía esencialmente comercial. Creían que al istmo le auguraba un gran futuro que se manifestaría tan pronto fuera construida una vía férrea transístmica. Por eso los gestores panameños de la independencia de España optaron por la unión al Estado colombiano, pero bajo el entendimiento de que, dentro de este, Panamá mantendría autonomía económica y política. Aquel entendimiento no sería extensivo a los ideólogos de la central Bogotá, que traería como consecuencia los movimientos panameños por la instauración del federalismo y los innumerables intentos de separación de la Gran Colombia y sus Estados sucesores.

### El Haití español intenta unirse a la Gran Colombia

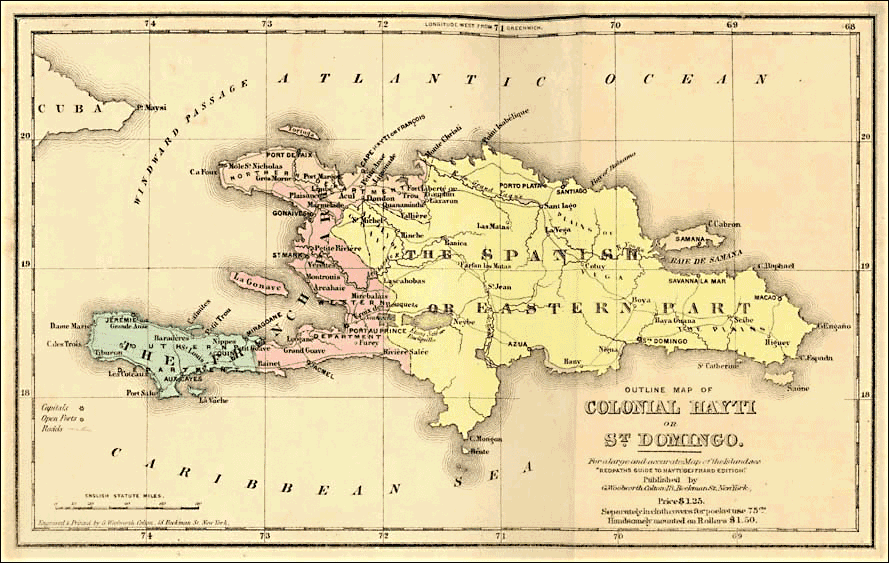
Mapa colonial de La Española, algunos años antes de su independencia y la creación del Estado Independiente del Haití Español.

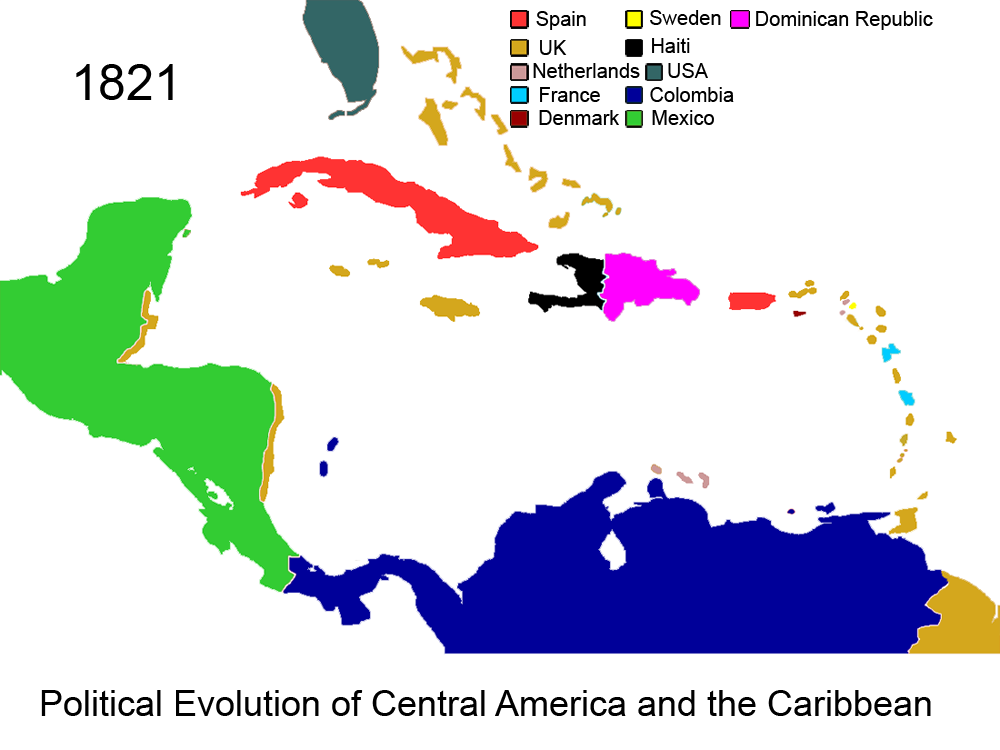
Mapa político del mar Caribe hacia 1821. La Capitanía General de Santo Domingo (actual República Dominicana, puede verse en color rosa en el centro, junto a las capitanías generales de Cuba (izquierda en rojo) y de Puerto Rico (derecha, también en rojo), últimos bastiones españoles en el Caribe para esa fecha. La Gran Colombia se ubica en la parte baja, con el color azul oscuro.

El 30 de noviembre de 1821, algunos dominicanos ilustrados encabezados por José Núñez de Cáceres proclamaron pacíficamente la independencia de la Capitanía General de Santo Domingo con el nombre de Estado Independiente del Haití Español. Núñez, quien era partidario de la causa de Bolívar y estaba temeroso de una posible invasión haitiana, estipuló en el acta constitutiva del Estado recién creado que este formaría parte de la República de Colombia.
Núñez decidió entonces enviar al continente como delegado a Antonio María Pineda Ayala con el fin de reunirse con el presidente grancolombiano Simón Bolívar, para así planear la futura integración y apoyo a la causa independentista dominicana, tanto de España como de Haití. Sin embargo, la comisión no logró llegar a tiempo para encontrarse con el Prócer, pues este ya había emprendido viaje al sur a consumar las campañas de independencia, las cuales mantenían a Bolívar alejado de Colombia y del gobierno, por lo cual no se logró que la República Dominicana se integrase al proyecto bolivariano.
Debido al poco apoyo internacional y a la lucha interna por unificarse con Haití o mantenerse como un Estado completamente independiente, a tan sólo nueve semanas de que Núñez declarara la independencia las fuerzas militares de Haití dirigidas por Jean Pierre Boyer ocuparon el país, decretando su formal anexión el 9 de febrero de 1822.

### Cuba y Puerto Rico pretenden unirse a la Gran Colombia
Los cubanos por su parte el mismo año de 1821 crearon la sociedad secreta «Soles y Rayos de Bolívar», cuyo objetivo era primordialmente conseguir la independencia del país y crear un estado asociado a tierra firme, ya sea a Colombia o a México. La iniciativa tomó mayor importancia cuando en 1823 José Francisco Lemus, uno de los dirigentes de la sociedad secreta, proclamó la creación del Estado Independiente de Cubanacán como consecuencia y rechazo de una supuesta venta de la isla al Imperio británico. Sin embargo el proyecto fracasó el 18 de agosto de 1823, cuando un oficial de la imprenta donde se daba el tiraje de las proclamas revolucionarias los denunció frente a las autoridades españolas, tras lo cual todos sus miembros fueron juzgados y desterrados.
Los puertorriqueños, entre tanto, también crearon su movimiento independentista con miras a una unión asociativa con Colombia. El general Antonio Valero de Bernabé había trabado amistad con los conspiradores de «Soles y Rayos de Bolívar» y hacia el año 1823 desarrolló con ellos un plan de independencia de Puerto Rico y su posterior adhesión a la Gran Colombia bajo la denominación de Estado Independiente de Borinquén.
Con tal de obtener el apoyo de Simón Bolívar, Valero partió hacia las costas venezolanas junto con otros patriotas antillanos. Cuando llegaron a su destino Santander les informó de los planes de Bolívar con respecto al Perú. Valero, quien además compartía con Bolívar ideas emancipadoras, se enroló en el ejército grancolombiano con el rango de general de brigada y llegó a participar en la batalla de Ayacucho del 9 de diciembre de 1824, tras lo cual revivió el plan puertorriqueño de independencia. Sin embargo la defensa estadounidense del estatus de Cuba y Puerto Rico como colonias españolas a fin de garantizar la independencia hispanoamericana (lo cual desagradó bastante a grancolombianos y mexicanos, que tenían planes de combinar fuerzas para independizar las islas), la ausencia de fuerzas organizadas dentro de la isla, las dificultades que vivía la Gran Colombia en aquel momento y la posterior muerte de Bolívar en 1830, impidieron llevar a cabo la ejecución del plan y Valero desiste de él.

### Santanderismo contra Bolivarianismo
Tras el Congreso de Cúcuta, Simón Bolívar fue nombrado presidente de la República y Francisco de Paula Santander vicepresidente. Santander propugnaba una legislación robusta y un marco constitucional y legislativo que guiara a la nueva república. La prioridad de Bolívar fue continuar su proyecto de liberar la América española. Durante la campaña del sur, dirigida directamente por Bolívar, el vicepresidente Santander estuvo a cargo del gobierno en Bogotá.
La crisis entre Bolívar y Santander (y sus respectivos seguidores) se ahondó con las diferencias entre Santander, José Antonio Páez y con la promulgación de la constitución de la República de Bolivia de 1826, escrita por Bolívar para la naciente república de Bolivia y que los santanderistas temían que intentaría imponer en Colombia. El principal recelo contra la constitución bolivariana surgía del amplio poder dado a la figura presidencial, el cual era vitalicio y, de esta forma, asimilable a una monarquía.
El 9 de abril de 1828 se instaló la Convención de Ocaña. Las diferencias entre santanderistas y bolivarianos eran evidentes: los primeros favorecían el federalismo, mientras que los segundos preferían un poder central y presidencial fuerte. La Convención, que tenía por objeto reformar la Constitución de Cúcuta, fue un fracaso, y los bolivarianos abandonaron el recinto apoyando la idea de Bolívar de gobernar como dictador.
La crisis culminó con el atentado a Bolívar del 25 de septiembre de 1828, en lo que se conoce como la Conspiración Septembrina. La participación de Santander no es clara; sin embargo, fue condenado junto con muchos de sus seguidores, quienes fueron ejecutados por traición. Por orden de Bolívar, la condena del propio Santander fue conmutada por destierro.
Después de los hechos, Bolívar siguió gobernando en un ambiente enrarecido, acorralado por disputas fraccionales y sufriendo de tuberculosis. Las revueltas continuaron. El Perú se declaró en contra de Bolívar y Venezuela se proclamó independiente. Páez ocupó la presidencia de ese país e hizo que el Congreso aceptara la renuncia de Bolívar a mediados del año 1830 y lo expulsara del país concediéndole una pensión de 3000 pesos anuales.

### Tentativa de separación de Panamá en 1826
En lo que a Panamá concierne, su clase dirigente se opuso tenazmente a la adopción de la constitución Bolivariana (una Constitución Vitalicia en la Gran Colombia), a pesar de todas las gestiones del enviado especial por Bolívar y de la presión que ejercieron el intendente y jefe militar en el istmo.
En 1826, mismo año en que Panamá rechazó la constitución Bolivariana, se celebró en la capital istmeña el famoso Congreso internacional Bolivariano. Mas este notable acontecimiento no fue óbice para que en ese año se produjera la primera tentativa de separación de Colombia. Sucede que el congreso colombiano hacía caso omiso de las solicitudes de franquicias comerciales para el istmo, lo cual frustraba las aspiraciones panameñas. En consecuencia, surgió un movimiento separatista para convertir a Panamá en un país hanséatico, bajo la protección del Reino Unido y los Estados Unidos. El movimiento fue, sin embargo, reprimido por los militares colombianos destacados en el istmo.

### La guerra con el Perú
Luego de finalizada la lucha independentista del Perú y pasada la amenaza española, las relaciones entre Colombia y el Perú se fueron haciendo paulatinamente más tensas por las disputas territoriales, el deseo peruano de anexar Guayaquil, el desagrado de los peruanos a la intervención de Bolívar en los asuntos internos del Perú y su reclamo de Tumbes, Jaén y Maynas como territorios peruanos. Los orígenes y primeras manifestaciones de la contienda se dieron seis años antes con el problema de a quién le correspondía la soberanía de la rica provincia de Guayaquil. El tema fue una espina entre las relaciones de ambas repúblicas, Colombia y Perú, puesto que la región de Guayaquil se unió a la Gran Colombia el 31 de julio de 1822.
El Perú había intervenido en Bolivia a principios de 1828 y se negaba a permitir la intervención de Colombia en los asuntos de la república altoperuana. El 3 de junio de 1828, la Gran Colombia por intermedio de Bolívar, le declaró la guerra a la República Peruana. En el transcurso de este conflicto, soldados peruanos avanzaron al interior del Departamento del Sur de Colombia, hasta cerca de la ciudad de Cuenca obteniendo algunas victorias. Mientras tanto en la Nueva Granada se vivía un estado de guerra civil con el alzamiento de los generales José María Obando y José Hilario López. Tras ser pacificados por Bolívar y reorganizados las fuerzas, el ejército grancolombiano inició una ofensiva terrestre que culminó en la batalla del Portete de Tarqui el 27 de febrero de 1829, con la victoria grancolombiana de las tropas comandadas por el mariscal Antonio José de Sucre sobre las peruanas, el 28 de febrero se firmó el Convenio de Girón y el 22 de septiembre, el Tratado de Guayaquil, en aras de una salida diplomática, manteniéndose el statu anterior a la guerra. En ese sentido, Perú reconocía a Guayaquil dentro del territorio de la Gran Colombia y la Gran Colombia reconocía a Tumbes, Jaén y Maynas como territorios peruanos.
Quedó pendiente la demarcación de la frontera común, labor que debía hacer una Comisión demarcadora bipartita que, de acuerdo a los artículos 5 y 7 del Tratado, debió comenzar los trabajos 40 días después de su ratificación. Sin embargo, la Comisión peruana no acudió por lo que, después de 64 días de espera, la Comisión grancolombiana decidió retirarse. Cabe notar que la Comisión demarcadora tenía previsto trazar la línea marcada por los ríos Tumbes, Catamayo, Macará, Huancamba y Marañón.
Tras la disolución de la Gran Colombia, el Perú desconoció el Tratado, alegando que, disuelta la Gran Colombia, el Perú quedaba relevado de sus compromisos, lo que durante los años venideros desembocaría en el conflicto de La Pedrera, en la guerra colombo-peruana (1932-1934) y en el largo conflicto entre el Perú y el Ecuador (siglos XIX y XX). El Ecuador y el Perú lograron un acuerdo definitivo de fronteras por el acta de Brasilia en 1998.

### El gobierno de Bolívar
Entre el 24 de junio de 1828 y marzo de 1830 Bolívar gobernó por decreto, esto no impidió la separación de Venezuela el 27 de diciembre de 1829. El 20 de enero de 1830 Bolívar convocó el Congreso Admirable con el fin de solucionar la crisis institucional, considerando una nueva constitución como posible solución, pero aun así eso no pudo evitar la separación de Venezuela y evidenció la falta de apoyo con la que contaba Bolívar cuya salud venía deteriorándose notablemente. Bolívar renunció el 8 de mayo de 1830, quedando Domingo Caycedo como presidente interino.

### Separación de Venezuela y Ecuador
La separación de Venezuela y Quito fue acelerada por la discrepancia de opiniones entre federalistas y centralistas. Quito no había tenido una representación real en las deliberaciones constitucionales y solo es en 1822 cuando se une a la Gran Colombia. A pesar de existir apoyo a la constitución de Colombia en Quito, más específicamente en Guayaquil, quiteños y venezolanos ansiaban una constitución federalista, es decir una que les permitiera tener un control y libertad regional sin imposiciones centrales fuertes; en particular el cuerpo militar venezolano esperaba ejercer más poder en su región.
El 30 de abril de 1826 tuvo lugar en Venezuela un movimiento separatista conocido con el nombre de La Cosiata dirigido por José Antonio Páez, que se presentó como una reacción contra el gobierno de Bogotá, el centralismo y Simón Bolívar. El 25 de noviembre de 1826 Bolívar abandona el Perú, llamado por Páez para mediar en el conflicto que este tenía con Santander y llega a Venezuela con una pequeña escolta, siendo bien recibido por Páez (el Perú aprovechó su ausencia para eliminar la Constitución Vitalicia, irregularmente aprobada por Bolívar para ese país y crear una nueva Constitución que permitiera más participación), Bolívar da la razón a Páez y lo nombra jefe civil y militar de Venezuela.
En 1827 el congreso decide reducir ese derecho e hizo un cambio constitucional para excluir desde los sargentos hacia abajo, ya que excluir la cúpula militar era un movimiento muy atrevido. Anteriormente, a los miembros del ejército se les había permitido votar en las elecciones desde la constitución de Cúcuta en especial como justo reconocimiento al esfuerzo realizado en las campañas libertadoras y se estaban presentando abusos por parte de militares.
En abril de 1828 se reúnen en Ocaña los representantes de los municipios (parroquias) para elegir el congreso constituyente que consideraría reformas a la constitución de Cúcuta. Se presentaron dos propuestas muy fuertes, la primera por parte de federalistas era reformar la constitución para impedir absolutismo y limitar abusos por parte de militares, la segunda era reemplazar la constitución actual por una Constitución Vitalicia que ya había impuesto Bolívar en Bolivia y el Perú, sin embargo esa propuesta fue rechazada, en vista que le daba mucho poder al poder ejecutivo y el presidente sería gobernante por el resto de su vida, sin embargo el descontento de los bolivarianos fue tal que el 6 de junio de 1828 decidieron abandonar las deliberaciones por lo cual no se logró el quorum, el 10 de junio de 1828 se dio por terminada la Convención de Ocaña.
Bolívar con su ferviente deseoso de ver una Gran Colombia unida decide hacer imponer su voluntad en forma dictatorial como último recurso y presenta una Constitución que había desarrollado en la que se incluía al Perú y a Bolivia (pues Bolivia ya se había separado del Perú), con un fuerte gobierno central y una presidencia de por vida en la que el presidente podría tener la facultad de nombrar su sucesor. Esa fue la chispa final que incendió a los santanderistas pues vieron en esa propuesta un retroceso a una monarquía y llegaron al punto de intentar asesinar a Bolívar el 25 de septiembre. Adicionalmente, los líderes venezolanos vieron con bastante recelo las intenciones de Bolívar, en noviembre de 1829 deciden separarse de la Gran Colombia y así lo comunicaron en la convención de enero. Bolívar finalmente renuncia a su posición durante la convención constitucional de enero de 1830 reunida en Bogotá (también llamada el Congreso Admirable).
El Congreso Admirable había aprobado el 5 de mayo de 1830 una nueva constitución que mantenía la unidad de la Gran Colombia pero no entró en vigor, los quiteños, al saber que Venezuela se había escindido y que Bolívar se retiraba en forma definitiva, tomaron la resolución de separarse.
El 13 de mayo de 1830, el departamento del Sur (Quito) declaró su independencia de la Gran Colombia y se conformó la República del Ecuador. La Gran Colombia quedaría así constituida por los Departamentos Centrales de Boyacá, Cauca, Cundinamarca, Istmo y Magdalena.

### Separaciones temporales de Panamá
El 26 de septiembre de 1830, Panamá se separó del Estado grancolombiano, constituyéndose en la primera de cinco separaciones de los territorios de la actual Colombia, su gestor fue el general panameño José Domingo Espinar, mulato de origen popular que no compartía las preferencias de la oligarquía panameña, fue un gran partidario de Bolívar, de quien había sido secretario. Debido a la crisis ocasionada por la renuncia de Bolívar y la desmembración de la Gran Colombia, Espinar, apoyado por las masas del arrabal capitalino, se rebeló contra el gobierno imperante esperando la vuelta de Bolívar al poder.
El artículo 2 del acta de tan singular emancipación decía: «Panamá desea que su excelencia el libertador Simón Bolívar se encargue del gobierno de la República como medida indispensable para volver a la unión las partes que de ella se han separado bajo pretextos diferentes quedando desde luego este departamento bajo su inmediata protección».
En consecuencia con lo proclamado, fue una delegación panameña a Barranquilla, donde se hallaba Bolívar, para invitarlo a que viniera al istmo a reasumir el poder y a reconstruir a la desmembrada Gran Colombia. Bolívar rehusó tal ofrecimiento y aconsejó a su antiguo secretario que incorporara el istmo a Colombia. Así procedió su leal secretario, pero poco después se produciría otro movimiento secesionista al siguiente año.
El 9 de julio de 1831, fue gestada por el coronel venezolano Juan Eligio Alzuru la segunda separación de Panamá de Colombia, que contó inicialmente con el beneplácito de la oligarquía panameña tanto capitalina como interiorana. Fue un movimiento en reacción a los planes de José Domingo Espinar que pretendía el restablecimiento del Estado Gran-colombiano y del poder centralizante de Bolívar, donde se pretendía una definitiva secesión.
Los métodos de aquel militar fueron tan crueles y arbitrarios que hicieron peligrar los intereses de la clase dominante panameña. por tanto esta, mediante la acción de los otros militares que controlaban, lograron derrotar y fusilar al tirano. Luego de esto, los dirigentes panameños al ver lo que un movimiento independentista mal llevado podría desencadenar, decidieron unirse al proceso que llevaban los departamentos centrales para constituir la República de la Nueva Granada.

### Disolución de la Gran Colombia
A partir de 1830 en medio de las separaciones de Ecuador (1830), Panamá (1830 y 1831) y Venezuela (1830); se precipitó la desintegración de la Gran Colombia y sus estructuras políticas. Naciendo como consecuencia el Estado del Ecuador y el Estado de Venezuela; Panamá se mantuvo bajo gobiernos militares de corte dictatorial que no llegaron a organizar las instituciones básicas de un Estado; mientras que en los departamentos centrales de la Gran Colombia, el descontento militar y de los grupos liberales se acentuó y conllevó a la dictadura del general Rafael Urdaneta (5 de septiembre de 1830 al 3 de mayo de 1831). Finalmente, en diciembre de 1830 muere Simón Bolívar.
Mediante el Convenio de Apulo (llevado a cabo el 28 de abril de 1831), el general Rafael Urdaneta, entrega el mando de la desmembrada Gran Colombia a Domingo Caicedo (3 de mayo de 1831). Este la presidió hasta el 21 de noviembre de 1831 cuando fue jurídicamente abolida.
El 7 de mayo de 1831 se convocó una convención a los departamentos centrales de la fenecida Gran Colombia, en la que se debían congregar representantes de Cundinamarca, Cauca, Antioquia, Istmo (Panamá), Magdalena y Boyacá. Los mismos debían reunirse en Bogotá el 15 de octubre. Panamá se sumó a la iniciativa tras la caída del régimen dictatorial a fines de agosto de 1831.
El objetivo de esta convención era acordar una nueva forma de organización política para los departamentos centrales de la fenecida Gran Colombia y elegir los magistrados que debían regirla.
En la convención, celebrada finalmente el 20 de octubre de 1831, se creó el Estado de la Nueva Granada, que con la Constitución de 1832 sería denominado oficialmente República de la Nueva Granada, siendo Francisco de Paula Santander su primer presidente.

### Intentos de reunificación
En 1863 la Nueva Granada cambió su nombre por el de Estados Unidos de Colombia, anunciando su intención de restaurar la unión:

Artículo 90.- El Poder Ejecutivo iniciará negociaciones con los Gobiernos de Venezuela y Ecuador para la Unión voluntaria de las tres secciones de la antigua Colombia en nacionalidad común, bajo una forma republicana, democrática y federal, análoga a la establecida en la presente Constitución, y especificada, llegado el caso, por una Convención general constituyente.
Constitución Política de los Estados Unidos de Colombia (1863)

No obstante, esta medida fue protestada por los gobiernos de Venezuela y Ecuador, que vieron en el cambio de nombre un intento de apropiarse de la herencia común y de intervenir en los asuntos internos de sus países (desatándose incluso una breve guerra entre Colombia y Ecuador). Además, la inestabilidad propia de ese periodo impidió que se prestara demasiada atención al proyecto.
En 1898 el presidente venezolano Cipriano Castro empezó a brindar apoyo a los liberales colombianos en la Guerra de los Mil Días, su intención final era derrocar al gobierno conservador y reconstruir la Gran Colombia, incluyendo también a sus aliados liberales de Ecuador (Eloy Alfaro) y Nicaragua (José Santos Zelaya).
Sin embargo, los liberales colombianos fueron derrotados, frustrando los planes de reunificación.

## Gobierno y política
La organización política de la Gran Colombia fue trazada definitivamente en el Congreso de Cúcuta (1821). En dicha reunión se designó como capital la ciudad de Bogotá, mientras Caracas y Quito, servían como sede de las cortes superiores de justicia de los distritos judiciales en que se dividía la república.
Constitucionalmente el gobierno se caracterizaba por un fuerte poder ejecutivo en la persona del Presidente de la República, y vicepresidentes regionales que actuaban en nombre del Presidente en su ausencia. Ambos cargos eran designados por un colegio electoral designado por las asambleas provinciales.
El poder legislativo residía en el Congreso Nacional, compuesto por dos cámaras: el Senado y la de Representantes. Dicho Congreso tenía sesiones una vez al año y sus miembros, con un periodo de 8 años para el Senado y de 4 para la de Representantes, eran elegidos por las tres asambleas regionales del país. Cada departamento enviaba al Congreso un total de 4 senadores. El número de diputados a enviar por las provincias estaba en proporción a su respectiva población, de tal modo que se contaba un representante por 30.000 habitantes. Para la administración departamental se contaba con los intendentes, nombrados por el presidente, y que a su vez designaban los gobernadores de cada provincia. Todos estos cargos ocupaban un periodo de tres años.
En tanto, el poder ejecutivo se dividía en cuatro secciones: la de Asuntos Extranjeros, del Interior, de Finanzas y Aduana, y la de Guerra y Marina.
Durante el gobierno de Simón Bolívar se declaró patrimonio nacional las riquezas del suelo y el subsuelo y la nacionalización de las minas con su famosa frase: «Las minas de cualquier clase corresponden a la República», sentando así los antecedentes de las futuras nacionalizaciones y expropiaciones en América Latina, también ordenó la creación de una dirección de minería en cada departamento de la república, decretó la educación gratuita para niños y niñas; y por la falta de escuelas, ordenó que las iglesias, en sus horas de reposo de homilías, se convirtieran en salones de clase, se decretó una reforma agraria contra los latifundios, con el reparto de las mejores tierras para quienes las trabajaran, en decir, en su mayoría peones de campo, campesinos necesitados e indígenas, se prohibió el pago en especie y ordenó el salario monetario para los empleados y obreros, ordenó la emisión de las licencias de importación para proteger la industria nacional de tantas importaciones, se ocupó de regular las tasas de interés, prohibió el endeudamiento con la Banca Internacional, se decretó el control de cambio, el control de precios, y fortalecimiento del sistema monetario, asimismo decretó la entrega de tierras a los oficiales y soldados del ejército libertador, este proyecto no alcanzó los resultados esperados, ya que las tropas recibieron vales en vez de tierras y se vieron obligadas a venderlos (a un precio devaluado) lo cual fomentó la expansión del latifundio y el surgimiento de oficiales y militares de alto rango latifundistas. De la misma forma, no se avanzó en mejorar la situación de las grandes masas de indígenas y pueblos originarios; el largo gobierno bolivariano de 11 años, no heredó un gran progreso material ni tampoco éxitos y logros muy significativos para los pueblos originarios de la Gran Colombia.

### Directrices de la Constitución Nacional
El Congreso elegido en Angostura se reunió de nuevo, esta vez en la Villa del Rosario, Cúcuta, a principios de 1821.
Tras la Batalla de Carabobo, el 24 de junio de 1821, quedó oficialmente independizada Venezuela, y luego de la liberación de Caracas, Cartagena, Popayán y Santa Marta, el 18 de julio se reanudó con mayor ímpetu los trabajos de constitucionales en Cúcuta para incluir las regiones recién emancipadas.
El 30 de agosto de 1821 se decretó la Constitución de Cúcuta y se expidió el 12 de julio. Esta se ha considerado como la primera Constitución de Colombia, que estuvo vigente durante la Gran Colombia hasta su disolución en 1831. Dicho documento constaba de 10 capítulos y 191 artículos:
- Promulgó la liberación progresiva de la esclavitud: los hijos de padres esclavos serían libres al llegar a los 21 años de edad, y creó un fondo para asegurar que los esclavos que se fueran liberando tuvieran medios para subsistir. El fondo recolectaba porcentajes que variaban desde el 0,15 % hasta el 10 % de las herencias. Esto sucedía 42 años antes de la abolición de la esclavitud en los Estados Unidos. (Véase libertad de vientres y abolicionismo)
- Promulgó el derecho a la plena libertad de expresión.
- Acabó con la Inquisición e hizo reformas relativas a los obispos, arzobispos y algunos bienes de la Iglesia.
- El Gobierno de Colombia se declaró popular y representativo.
- Ordenó al congreso a dividir el territorio de la República en seis o más Departamentos, para su más fácil y cómoda administración.
- Cada parroquia tendría una Asamblea que se reuniría cada cuatro años, el último domingo del mes de julio. Los miembros de estas Asambleas designarían los electores de los cantones, que deben tener más de veinticinco años, poseer en bienes raíces más de quinientas piastras o trescientas de renta.
- Estos se constituirían en Asamblea provincial de electores que se reunirían cada cuatro años el día primero de octubre para elegir el presidente y vicepresidente de la República, el senador del Departamento y el representante o representantes de la provincia. Estos funcionarios departamentales ejercerían su función durante cuatro años.
- Podían votar los mayores de veintiún años que sepan leer y escribir y posean cien piastras.
- El Congreso estaría formado por dos cámaras: la del Senado y la de Representantes. Los senadores serían nombrados por un período de ocho años y los representantes por un período de cuatro años.
- Para ser senador se exigió tener treinta años, ser criollo por nacimiento, poseer propiedades inmuebles por valor de cuatro mil piastras o una renta anual de quinientas piastras, ejercer una profesión liberal, y en caso de ser extranjero, llevar doce años establecido en el país y poseer bienes inmuebles por valor de dieciséis mil piastras.
- Se elegirían cuatro senadores por Departamento: dos por ocho años y dos por cuatro. Estas diferencias se dirimirían a la suerte con objeto, dice la ley, de que el Senado se renueve cada cuatro años.
- La Cámara de representantes se compondría de los Diputados elegidos a razón de uno por cada 30.000 habitantes. Cuando los representantes llegaran a cien, se elegiría un diputado por cada 40.000 habitantes y aún por cada 50.000, hasta que la Cámara está integrada por ciento cincuenta diputados.
- Para ser diputado se necesitaba tener veinticinco años y propiedades por valor de dos mil piastras o quinientas piastras de renta, o ser profesor. Había que haber residido dos años antes de la elección, u ocho en caso de no haber nacido en Colombia, y en esta, además, tener bienes raíces por valor de diez mil piastras.
- La Cámara de Representantes tendrían la facultad exclusiva de acusar ante el Senado al presidente, al vicepresidente de la República y a los ministros de la Alta Corte de Justicia.
- Para ambas Cámaras dispone la Constitución que las sesiones sean públicas; que los principales funcionarios públicos queden excluidos de las funciones legislativas; que sus miembros gocen de inmunidad mientras duran sus funciones, y que devenguen un sueldo.
- El Poder Ejecutivo está constituido por un presidente y un vicepresidente, elegidos por cuatro años, que no pueden ser reelegidos y que, en caso de muerte, son sustituidos por el presidente del Senado. El presidente tendría un sueldo de treinta mil piastras por año, y el vicepresidente, de dieciséis mil.
- Cada departamento estaba administrado por un Intendente nombrado por el presidente y un Gobernador que estaba bajo las órdenes del intendente.
- Establece los cargos de ministros, consejo, tribunal supremo y reglamenta cada uno de los cargos.
- El Congreso eligió por votación como presidente de la República a Simón Bolívar y vicepresidente a Francisco de Paula Santander, pero como Bolívar estaba ausente Santander toma la Presidencia y Nariño la vicepresidencia.

El 24 de mayo de 1822, Quito selló su independencia en la batalla de Pichincha; y el 9 de diciembre de 1824 se culminó la del Perú (hoy Perú y Bolivia) en la batalla de Ayacucho. El Perú y Bolivia nunca llegaron a formar parte de la Gran Colombia pero comparten con Colombia, Ecuador, Panamá y Venezuela el título de países bolivarianos por haber sido repúblicas liberadas por Simón Bolívar quien mereció el título de Libertador y ser considerado el primer presidente oficial en la mayoría de estas.

### Presidentes de la República
| Leyenda: | Presidente titular | Presidente interino o encargado |

| Foto | Presidente                   | Periodo                                        | Tipo de Asunción      | Ocupación                              |
| ---- | ---------------------------- | ---------------------------------------------- | --------------------- | -------------------------------------- |
|      | Simón Bolívar                | 7 de diciembre de 1819 - 4 de mayo de 1830     | Elecciones indirectas | General Militar                        |
|      | Francisco de Paula Santander | 7 de diciembre de 1819 - 20 de febrero de 1827 | Presidente encargado  | Militar Jurisconsulto                  |
|      | Estanislao Vergara           | 28 de diciembre de 1828-15 de enero de 1830    | Presidente encargado  | Jurista, Político                      |
|      | Domingo Caycedo              | 4 de mayo de 1830 - 13 de junio de 1830        | Presidente interino   | Militar y Político                     |
|      | Joaquín Mosquera             | 13 de junio de 1830 - 5 de septiembre de 1830  | Elecciones indirectas | Jurista, Militar, Estadista y Político |
|      | Rafael Urdaneta              | 5 de septiembre de 1830 - 3 de mayo de 1831    | Presidente interino   | Militar y Político                     |
|      | Domingo Caycedo              | 3 de mayo de 1831 - 21 de noviembre de 1831    | Elecciones indirectas | Militar y Político                     |

### Fuerzas Armadas
La Gran Colombia contaba para mediados de los años 1820 con un ejército de 25.000 a 30.000 hombres, de los cuales alrededor de la mitad eran tropas regulares y el resto milicias. La calidad de los soldados grancolombianos variaban: desde veteranos con años en servicio en unidades élite como el batallón Voltígeros, el batallón Rifles, los Bravos de Apure, el batallón Albión; a unidades mal pertrechadas y mal entrenadas que participaban en labores como milicias y guerrillas.
La Armada de la Gran Colombia contaba con una variedad de buques, incluyendo varios navíos de más de 60 cañones, fragatas de 44 cañones, y muchas unidades menores. La Armada se concentró en la bahía de Cartagena en 1825, realizando ejercicios como preparativo para la planeada invasión a Cuba y Puerto Rico que al final no se realizó. Al estallar la guerra con el Perú, la Marina se hallaba en buena parte en el mar Caribe.
La Gran Colombia era en gran medida un país altamente militarizado, sus Fuerzas Armadas ocupaban un papel de gran importancia tanto en la república como en la política. En especial en sus últimos años cuando Bolívar había vuelto del Perú, creció el militarismo bolivariano en un intento de frenar la creciente popularidad de los liberales santanderistas y los movimientos secesionistas en Venezuela y Ecuador. Estas discrepancias políticas escalarían hasta que Bolívar proclamó su dictadura.
Bolívar era partidario de unas Fuerzas Armadas permanentes y en pie de guerra que pudieran mantener la paz interna mediante la coerción, resguardar la soberanía de la nación y permitir a Colombia desempeñar un papel de importancia en la política americana. En cambio Santander quería una reducción de las fuerzas para disminuir tanto sus costos como su participación política.

### Organización territorial
| Organización territorial de la Gran Colombia                                                                          | Organización territorial de la Gran Colombia |
| Panorama general | Descripción y división correspondiente |
| --- | --- |
| División política de la Gran Colombia en 1819, excluyendo a Panamá y Ecuador que continuaban bajo el dominio español. | República de Colombia (1819—1822) La ley expedida el 17 de diciembre de 1819 determinó que la República de (la Gran) Colombia estaba dividida en tres grandes departamentos: Venezuela, con capital en Caracas; Cundinamarca (o Nueva Granada), con capital en Bogotá; y Quito, con capital en la ciudad del mismo nombre, aunque este último estaba todavía en poder de las fuerzas españolas. Esta división territorial se mantuvo, hasta que mediante la ley del 2 de octubre de 1821, el territorio de la Gran Colombia fue subdividido en siete departamentos; segregando del antiguo departamento de Venezuela los de Orinoco y Zulia, y del de Cundinamarca los de Boyacá, Cauca y Magdalena. |
| | |
| Departamentos de la Gran Colombia en 1822.                                                                            | República de Colombia (1822—1824) El 28 de noviembre de 1821, el Istmo de Panamá declaró su independencia de España y decidió unirse voluntariamente a la Gran Colombia. El 9 de febrero de 1822, mediante decreto ejecutivo del vicepresidente de la Gran Colombia Francisco de Paula Santander, se creó provisionalmente y hasta la reunión del próximo del congreso, el Departamento del Istmo, con los mismos derechos concedidos a los departamentos originales creados por la ley de 2 de octubre de 1821. En 1822 todo lo que hoy es Ecuador y la Provincia Libre de Guayaquil (que se había declarado independiente) se integraron al país. |
| | |
| Departamentos de la Gran Colombia en 1824.                                                                            | República de Colombia (1824—1826) La ley sobre división territorial de la República de Colombia decretada el 25 de junio de 1824 dividió el territorio de la siguiente manera, de mayor a menor jerarquía administrativa: 12 departamentos, 37 provincias y 193 cantones. La región del norte del país se componía de 4 departamentos: Apure, Orinoco, Venezuela y Zulia, y 12 provincias en total; la región central, de 5 departamentos: Boyacá, Cauca, Cundinamarca, Istmo y Magdalena, y 17 provincias; y la región del sur, de 3 departamentos: Azuay, Guayaquil y Quito, con 8 provincias. Igualmente mediante la ley del 12 de octubre de 1821 se dividió la república en 3 distritos judiciales y militares: (Venezuela -o Norte-, Nueva Granada -o Centro-, y Quito -o Sur-), estos distritos judiciales fueron derogados, mediante la Ley Orgánica del poder Judicial de 11 de mayo de 1825. |
| | |
| Departamentos de la Gran Colombia en 1826.                                                                            | República de Colombia (1826—1830) El 18 de abril de 1826 se decretó una ley adicional a la de 1824 que reorganizaba ciertos departamentos de la república en la región del norte: las provincias de Apure, Barinas y Guayana quedaban reorganizadas como el departamento del Orinoco, en tanto las provincias de Cumaná, Barcelona y Margarita formaron el departamento de Maturín. Con respecto a la región central fue creada la provincia de Mompós con los cantones meridionales de la de Cartagena y agregada al departamento del Magdalena. |

## Geografía

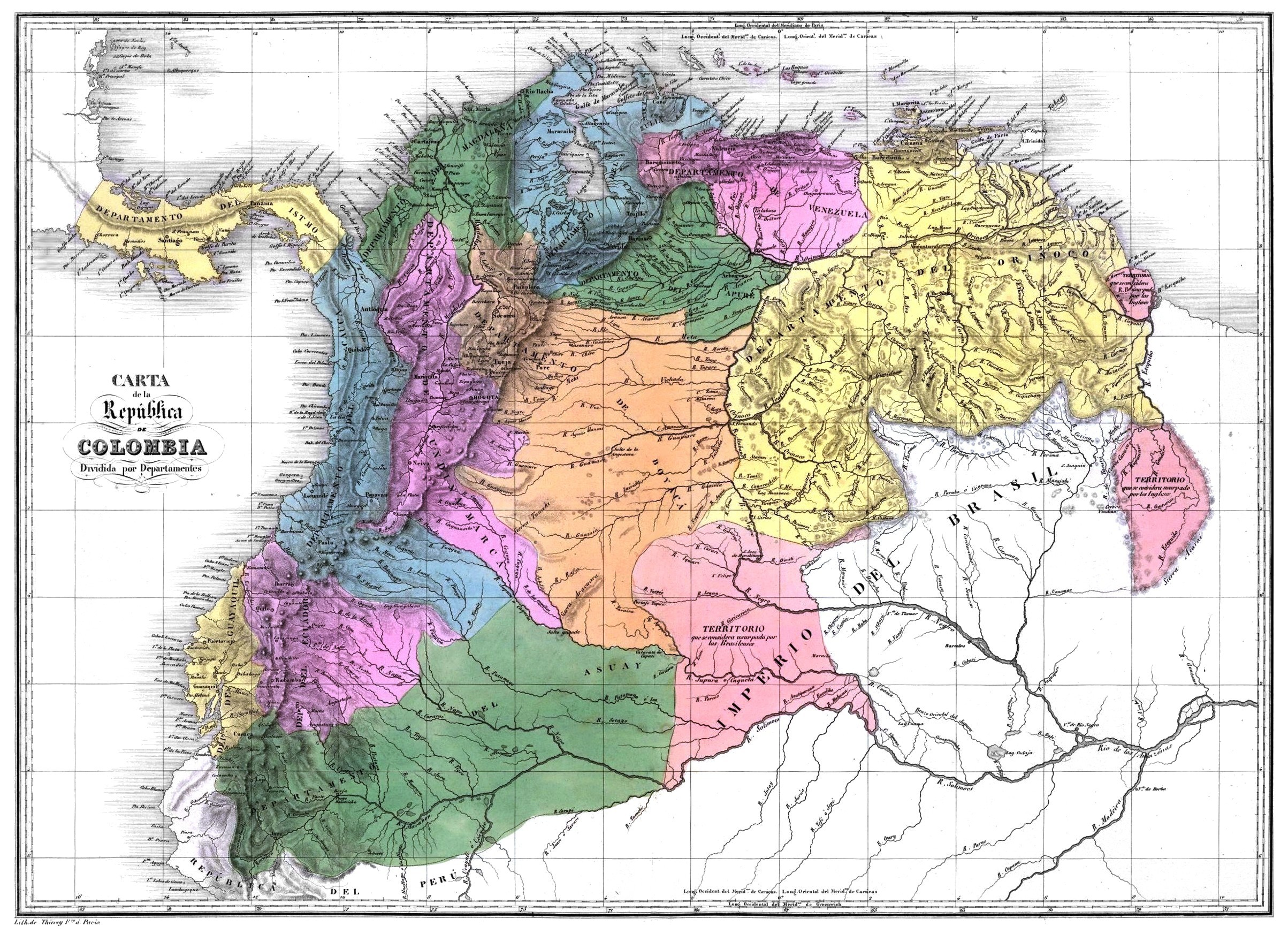
Mapa físico-político de la República de la Gran Colombia que muestra el relieve e hidrografía del país, así como la subdivisión en los 12 departamentos creados en 1824 y los territorios en disputa con los países vecinos.

El país estaba conformado por un vasto territorio, que ocupaba en su mayor parte la región norte de América del Sur. De oriente a occidente iba desde el río Esequibo y el Océano Atlántico hasta el istmo de Panamá y el Océano Pacífico. De norte a sur, comprendía el amplio terreno ubicado entre el Mar Caribe y el río Amazonas. En total abarcaba un área de más de 2.500.000 kilómetros cuadrados.

### Relieve

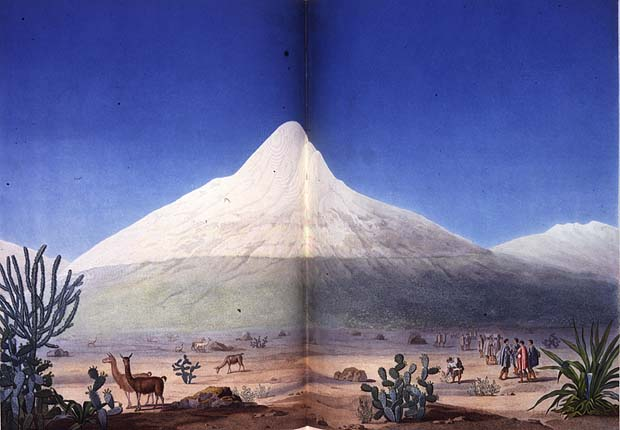
El volcán Chimborazo, la mayor altura de la Gran Colombia, según el dibujo hecho por Aimé Bonpland y Alexander von Humboldt durante su viaje por Hispanoamérica.

El aspecto más característico del país era sin duda la gran cordillera de los Andes. Dicha cadena montañosa ocupaba la mitad occidental del país, ingresando por el Distrito del Sur, luego dividiéndose en tres ramales en su entrada al Distrito del Centro y finalmente curvándose para luego internarse al territorio del Distrito del Norte.
Las mayores alturas de la Gran Colombia se encontraban cercanos de la línea ecuatorial, estando una gran cantidad de ellas ubicadas en el Distrito del Sur. El monte más alto era el Chimborazo (6.310 m), seguido del Cotopaxi (5.897 m), Cayambe (5.790 m), Sierra Nevada de Santa Marta (5.775 m), Antisana (5.758 m), y el Nevado del Huila (5.750 m). Es notable el hecho que todas estas alturas son volcanes (tanto extintos como activos), a excepción de la Sierra Nevada de Santa Marta.
Aproximadamente un tercio del país correspondía a los llanos del Orinoco, una vasta sabana cubierta de pastizales aptos para la ganadería y la agricultura, regada por numerosos y caudalosos ríos. La porción restante del territorio estaba ocupada por la amplia llanura de la amazonia, poco explorada y llena de enormes ríos caudalosos.

### Hidrografía

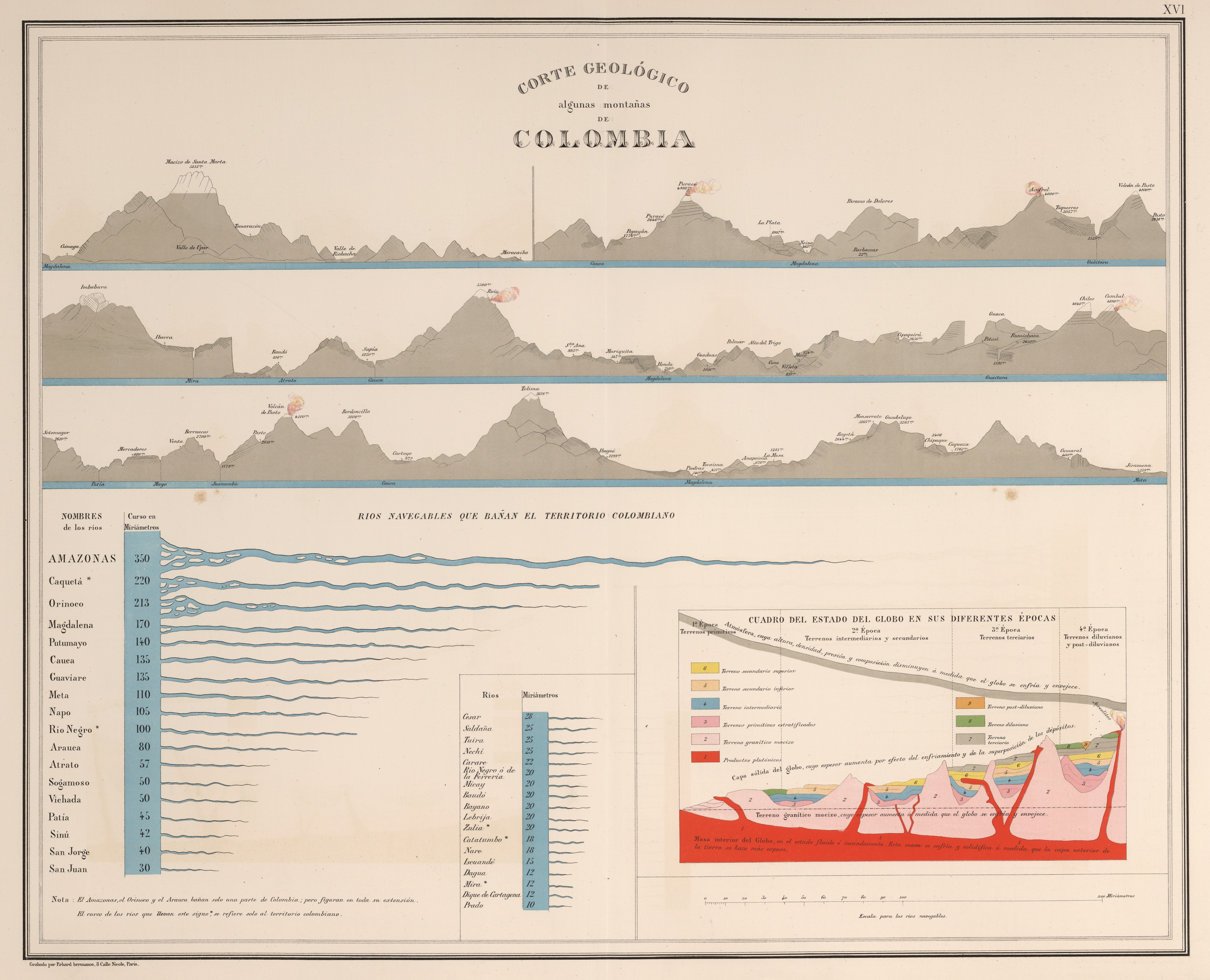
Corte geológico, orográfico y ríos navegables de la Nueva Granada (Colombia).

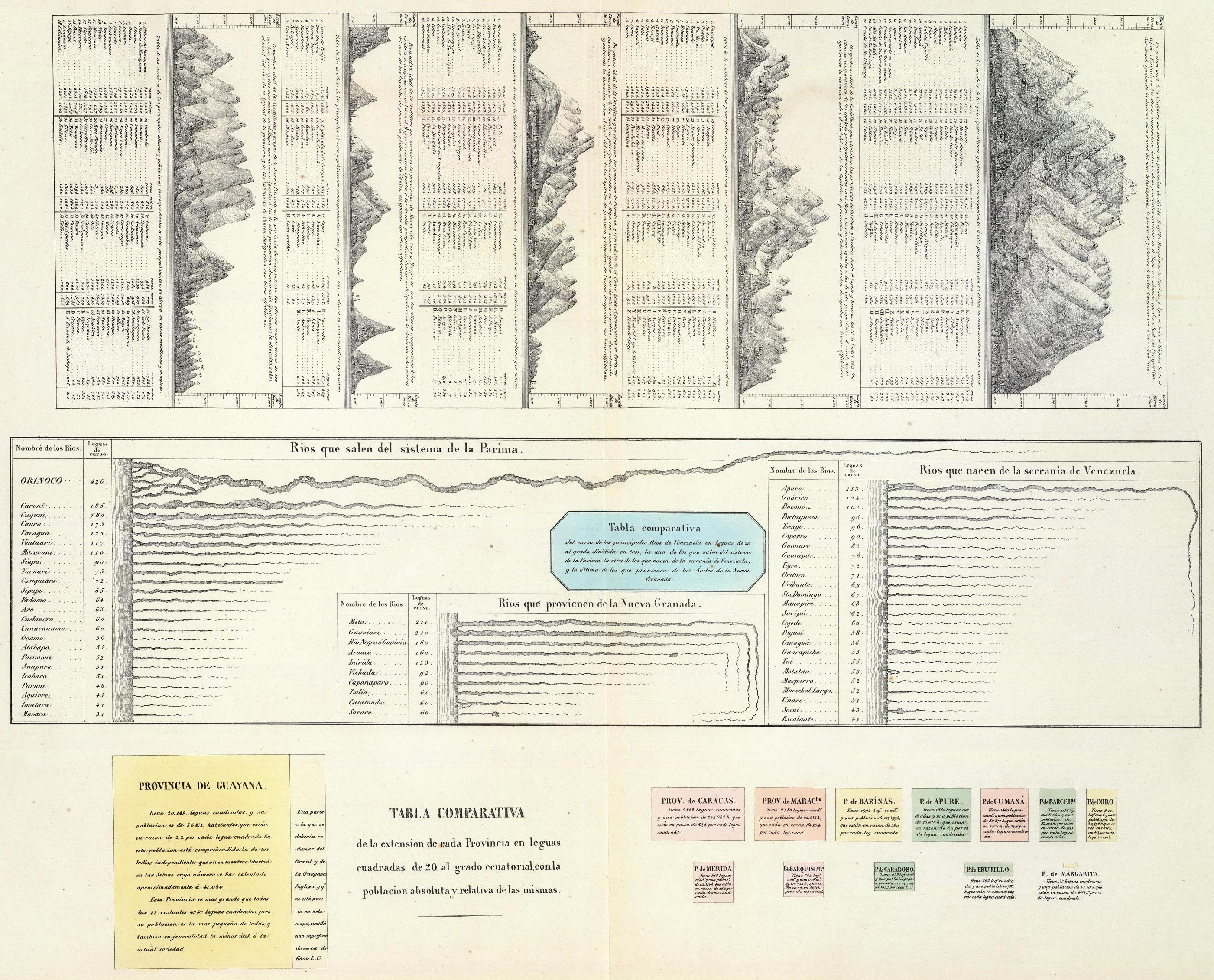
Corte geológico, orográfico y ríos navegables de Venezuela.

Tres grandes ríos surcaban el territorio de la Gran Colombia: el Magdalena, que con su principal afluente el Cauca desemboca en el Caribe; el Orinoco, río caudaloso en el cual desembocan los ríos Meta y Guaviare; y el Amazonas, al cual afluyen el Napo, el Putumayo y el Caquetá. Otros ríos importantes eran el Atrato, el Guayas y el Guarapiche.
De estos servían como importantes vías fluviales el Magdalena y el Orinoco, por los cuales entraban los productos importados al país.
Así mismo, debido a su extensión territorial y a poseer costas sobre ambos océanos, la Gran Colombia contaba con innumerables bahías, golfos y estuarios aptos para servir de puertos naturales. Los más importantes en la costa pacífica eran la de Guayaquil, al sur; la del Chocó o Buenaventura, al centro; y la de Panamá, al norte. Por la costa atlántica se tenían los golfos de Darién, Maracaibo, Cariaco y el de Paria.
Entre los lagos del país se destacaban dos: el lago de Maracaibo, un enorme cuerpo de agua que se comunicaba con el golfo del mismo nombre y en el cual sucedió una de las más importantes batallas por la independencia; y el lago de Valencia, cuerpo de agua incrustado en la cordillera costera venezolana. A lo largo del país también existían otros espejos de agua importantes como las ciénagas de Santa Marta o la Zapatosa.

### Clima
El clima de la Gran Colombia no estaba afectado por la latitud del país respecto al ecuador, sino por la topografía y la temporada de lluvias, que daba origen a dos estaciones llamadas comúnmente invierno y verano. De entre todas las zonas que componían la república, las más secas eran la llanura septentrional de la Nueva Granada y la costa pacífica cercana a Guayaquil. Las regiones más lluviosas eran las cercanas al norte de la costa pacífica y al golfo de Panamá, así como al sur y oriente del país, donde nacían los principales tributarios del río Amazonas.
Los valles situados entre las cordilleras gozaban de un clima templado y uniforme durante gran parte del año, mientras aquellas zonas cercanas a la costa disfrutaban de un clima bastante caluroso. En tierras más altas incluso podía encontrarse nevados y hielo, aunque se hallaran en la zona intertropical cercana a la línea ecuatorial, tal como ocurría en el Distrito del Sur. La misma situación geográfica de las cordilleras originaba que la vegetación fuera muy variada y la fecundidad del suelo fuera inmensa, por lo cual en el país se daba toda clase de productos agrícolas.

## Demografía
La población total de Gran Colombia después de la independencia fue de 2.583.799, más bajo que los 2.900.000 habitantes del territorio antes de la independencia con indios numerando cerca de 1.200.000 personas o cerca de 50 % de la población de Gran Colombia. Sin embargo, en el territorio actual de Colombia, la población era de 1.327.000 habitantes. Incluyendo 700.000 indios que representaban el 53 % de la población del territorio de Colombia.
La población de la Gran Colombia era muy multiétnica. Había españoles, indios, mulatos, negros, mestizos y zambos. La población en general estaba distribuida de una forma muy heterogénea, de modo que mientras el norte del país, estaba mayoritariamente habitado por españoles y mestizos, el sur del país lo estaba por un amplio número de indígenas. Esto se debía a que mucha de la población nativa en la región norte fue exterminada durante las primeras incursiones europeas hechas durante la época de la conquista española, mientras en las regiones más al sur se crearon resguardos y misiones por parte de órdenes religiosas que conservaron en gran parte su número original. En sí la población estaba altamente estratificada, estando los españoles y blancos en general en el tope, seguidos de los indios, los negros y las demás mezclas de razas.
Según las estimaciones realizadas en 1822, la población de la Gran Colombia se distribuía por departamentos tal cual se recoge en la tabla ubicada a la derecha. La población esclava dentro del país apenas sobrepasaba los 70.000 (1823).
El censo de 1825 arrojó los siguientes resultados demográficos por distrito:
|         | Distrito Judicial      | Hombres libres | Esclavos | Indígenas independientes | Población total |
| ------- | ---------------------- | -------------- | -------- | ------------------------ | --------------- |
|         | Norte (Venezuela)      | 609.545        | 50.088   | 26.579                   | 686.212         |
|         | Centro (Nueva Granada) | 1.182.500      | 45.830   | 144.771                  | 1.373.110       |
|         | Sur (Ecuador)          | 485.021        | 6.975    | 52.481                   | 544.477         |
| Totales | Gran Colombia          | 2.227.066      | 102.902  | 203.831                  | 2.533.799       |

### Ciudades principales
Las principales ciudades de la Gran Colombia, aproximadamente hacia 1821, eran:
- Bogotá: sede del gobierno republicano, su población se estimaba en unos 65 000 habitantes.
- Caracas: contaba en 1802 con 42 000 habitantes, hasta que el terremoto de 1812 le costó la vida a 12 000 de ellos. Para 1822 contaba con apenas 6 000 personas.
- Quito: ubicada prácticamente en la línea ecuatorial, contaba con 50 000 habitantes.
- Angostura: situada sobre el Orinoco, se estimaba su población en unos 7 000 habitantes.
- Cali: ubicada en la región sur de la provincia del Cauca, tenía una población de 15 000 a 20 000 habitantes.
- Cartagena de Indias: se estimaba su población en 24 000 personas.
- Cumaná: su población se estimaba en 18 000 habitantes, la mayoría dedicados a la pesca y navegación.
- Guayaquil: ubicado sobre el Océano Pacífico, contaba con 15 000 habitantes.
- Maracaibo: localizado en la salida del lago del mismo nombre, contaba con 25 000 personas.
- Medellín: ubicada en el valle de Aburrá, tenía una población de 4 000 personas.
- Mompox: contaba con 8 000 habitantes.
- Pamplona: contaba con 7 000 habitantes.
- Panamá: puerto ubicado en el istmo de Panamá en el lado del Pacífico, se estimaba su población en 12 000 habitantes.
- Popayán: centro religioso ubicado en los Andes, contaba con 25 000 personas.
- Portobelo: ubicado en la costa norte del istmo de Panamá, contaba con apenas 300 personas.
- Puerto Cabello: con 15 000 habitantes, puerto dedicado al comercio, la navegación y el contrabando.
- Santa Marta: en el litoral Caribe, tenía 25 000 personas.
- Tunja: capital de Boyacá, tenía una población de 14 000 personas.

## Economía

### Productos
Los suelos del país, debido a su fertilidad, permitían sembrar una amplia gama de cultivos, desde aquellos de clima templado hasta los de clima más cálido. Es por ello que la principal actividad económica de los habitantes de la Gran Colombia era la agricultura.
Los productos que se originaban en el país eran el cacao, caña de azúcar, café, algodón, añil, tabaco, maíz, trigo, vainilla, dátiles, uvas pasas, frutos, hortalizas, tintes, maderas, quinina y variadas plantas medicinales. En cuanto a productos animales, se producían carnes y cueros, que se fundaban en los llanos del Orinoco. En cuanto a los minerales y piedras preciosas, en el país se producía oro, plata, platino, cobre, esmeraldas, perlas, etc.

### Comercio
Los principales artículos de exportación eran el cacao, añil, tabaco, café y ganado, siendo gran parte de ellos trasportados hacia Europa (principalmente Gran Bretaña y Francia), Estados Unidos y Perú. Los de importación, manufacturas tales como vinos, sedas, paños, telas, o productos de consumo como harina, pan, sal, carne, jabón, sebo de ballena, velas, sales, muebles, etc.
El comercio de estos productos se realizaba por los ríos Orinoco, Magdalena, Chagres y Atrato, así como por los puertos marítimos de Cartagena de Indias, Portobelo, Guayaquil, La Guaira, Puerto Cabello, Maracaibo y Riohacha hacia las islas caribeñas de Trinidad, Curazao, Jamaica y otras desde donde partían hacia sus destinos finales en Europa y América del Norte. Bolívar decretó el Puerto de Margarita, «puerto de libre comercio» para beneficio económico de la región, también decretó el apoyo y el fomento del Estado a la agricultura, a la ganadería y a la implantación de nuevos cultivos.

### Finanzas y Hacienda pública
Debido a la guerra de independencia las finanzas de la República estaban en su peor momento. La deuda interna se calculaba en unos 12 o 14 millones de piastras, en tanto que la externa en 16 millones de la misma moneda, la cual comprendía el empréstito de 10 millones negociado por Francisco Antonio Zea en Londres.
Los ingresos y egresos del Estado no estaban muy bien definidos, pero se calculaban las entradas en unos 3 millones de piastras por año. Ellas provenían tanto de los monopolios de los cuales el Estado se había apropiado sobre la sal, el tabaco y en parte sobre el oro, como de las aduanas y de un impuesto llamado «donativo gratuito»; también se originaban de los empréstitos forzosos, contribuciones sobre las propiedades, bienes confiscados, beneficios vacantes, etc. Los gastos en tanto, tal como se encontraban expuestos en los cálculos oficiales, alcanzaban un monto de 17 millones de piastras, de los cuales 10 millones estaban asignados al ejército de tierra y 4 a la marina.

## Cultura

### Educación
Por medio de un decreto del Congreso se declaró la emancipación de los esclavos en el país. Dicho acto legislativo proclamó que todo esclavo nacido después del 20 de julio de 1821 vendría a ser libre por derecho a la edad de 18 años, en lo que se llama libertad de vientres.
El Gobierno grancolombiano tenía un gran empeño por ofrecer acceso a la educación pública. Para lograr este objetivo, se dictaron varias leyes (de julio a agosto de 1821) para las escuelas de primeras letras, colegios y las escuelas para señoritas, y en algunas de estas se introdujeron la enseñanza mutual siguiendo los métodos de Lancaster. Algunos no estaban enteramente liberados de las reglas monásticas. Entre sus múltiples artículos, se definía lo siguiente:
- Debían construirse establecimientos de educación pública de la siguiente manera: escuelas en las poblaciones con más de 100 vecinos, y colegios en las capitales de provincia. La educación básica era obligatoria desde los 6 a los 12 años.
- Parte de las rentas públicas de las poblaciones debían destinarse a la dotación de los establecimientos. Los sueldos de los maestros debía ser asignados por el gobernador de la provincia, y pagados por el respectivo jefe de la población.
- La educación básica consistía en la enseñanza de lectura, escritura, ortografía, aritmética, dogmas de la religión cristiana y derechos y deberes del hombre.
- La educación secundaria tenía por demás las cátedras de gramática española y latina, filosofía, nociones de cálculo avanzado, derecho civil, canónico y natural, y teología dogmática. En donde fuera posible los colegios debían enseñar principios de agricultura, comercio, minería, y ciencias militares.
- La educación de las niñas y jóvenes, por su parte, debía darse en los conventos y centros religiosos.

En cuanto a la educación superior, la idea de universidad fue pública y estatal empezó a forjarse con la promulgación de la Ley 8 de 1826 “Sobre organización y arreglo de la Instrucción Pública”, promovida por Francisco de Paula Santander. Esta ley dio lugar a la Universidad Central de la República que tuvo sus sedes en Bogotá, Caracas y Quito. La Universidad Central es la antecesora de la Universidad Nacional de Colombia, y se fundó el 25 de diciembre de 1826 en la Iglesia de San Ignacio de Bogotá.

### Religión
La religión católica era la predominante y la que estaba reconocida por el Estado. El clero gozaba de sus antiguos privilegios; sin embargo los conventos fueron reducidos en 1821 y sus ganancias asignadas a la enseñanza pública, con el propósito de difundir las ciencias y, de familiarizar a los habitantes de la nación con los conocimientos políticos del momento.